# Neológia
A neológia (vagy neológ irányzat, régebbi, ma már kevéssé használatos nevén: kongresszusi irányzat) a zsidó újító mozgalmaknak speciálisan magyar ága. Történelmi kialakulása az Osztrák–Magyar Monarchiában születő reformista irányzathoz kötődik, később azonban visszakanyarodott a zsidóság hagyományőrzőbb, konzervatívabb formáihoz. Ez a mai nemzetközi vallásgyakorlat tekintetében – néhány zsinagógától eltekintve – gyakorlatilag megegyezik a modern ortodox vallásgyakorlattal. A magyarországi neológiát – azaz a zsidó vallás megújult formáját – a teljes körű emancipáció vágya keltette életre.

## Története
A neológia létrejöttének hosszú előtörténete van, amelyben mind a belső (magyarországi), mind a külső (főleg a német nyelvterületen jelentkező) hatásoknak nagy szerepük volt.
Az irányzat egyik előfutára (és első főrabbija) Lőw Lipót volt, aki elsőként kezdett rendszeresen magyar nyelven prédikálni, támogatta a zsidók részvételét az 1848–49-es forradalomban, és bevezette a királyért és a hazáért mondott imák hagyományát. Noha a szakadást, és az ahhoz vezető kongresszus megszervezését is nyíltan ellenezte, ő lett az irányzat első főrabbija, és emblematikus vezéralakja. Fia, Lőw Immánuel szintén legendás neológ rabbi volt.

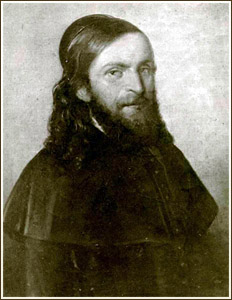
Lőw Lipót, a „legtudósabb rabbi”

A 19. századtól kezdődően szinte egyszerre lép fel az a három társadalmi és vallási tényező, amely a neológ (más néven kongresszusi) irányzat létrejöttéhez vezetett. Az irányzat-szakadás fő oka az életmódbeli különbözőségből fakadt: nagy különbségek jelentkeztek a nagyvárosi és vidéki zsidóság, illetve akár egy településen belül is a módosabb, polgári életet élő, nyitottabb rétegek és a sokszor mélyszegénységben élő, a többségi társadalomtól elzárkózó, mélyen hagyományőrző rétegek között. A polgárosodás egyszerre szült egy külső és egy belső kényszert (nyomást) a hagyományoktól, főként pedig a külsőségekben megnyilvánuló hagyományoktól való részleges eltávolodásra. Részint a többségi társadalom nyomása (a magyarországi zsidóktól, ahhoz, hogy a 19. század második felében országukban egyenrangú polgárokká válhassanak, elvárták, hogy vallási szokásaikon enyhítsenek és közeledjenek a befogadó nép alapvetően keresztény kultúrájához), részint a polgári életmódból (afféle önkéntes, belső nyomásként) fakadó természetes különbségek vezettek a neológ mozgalom és irányzat létrejöttéhez. Ezeket a jelenségeket csak tovább erősítette az a – részben külső – tényező, hogy az Osztrák–Magyar Monarchia nyugatibb területein (sőt, Németországban is) épp ez idő tájt vette kezdetét számos olyan zsidó reformmozgalom, amely szintén felekezeti szakadást eredményezett. Ezek a külföldi mozgalmak a kezdeti időkben sokat hatottak a neológia megalapozóira – megjegyzendő ugyanakkor, hogy a neológ irányzat, számos nyugati reformirányzattól eltérően, nem változtatott a leglényegesebb vallási alapvetések egyikén sem, története során pedig többször határozottan konzervatív fordulatot vett.
A neológia újításai alapvetően az emancipáció és asszimiláció folyamataihoz kötődtek, és nem érintették a liturgikus rend alapjait. Változásokat hoztak azonban a prédikációban (a kötelezően héber és arámi liturgiát nem jiddis, hanem magyar prédikációkkal és magyarázatokkal kísérték), az öltözködési, viselkedési szokásokban és a zsinagógaépítészetben  is (a zsinagógáknak például lehettek kisebb tornyaik, orgonájuk, keresztény típusú szószékeket emeltek az ortodox típusú bimák helyett, vagy inkább mellett a rabbik a katolikus papok reverendájára emlékeztető öltözetet kezdtek viselni, borotválkoztak és nem növesztettek pájeszt, stb.)
Mindezek a változások természetesen a szakadás intézményesedése előtt is fennálltak, és nem következményei, hanem inkább okai voltak a felekezeti szakadásnak. 
Az irányzat tulajdonképpeni létrejöttét az 1868-as zsidó hitfelekezeti kongresszustól számítjuk, noha a reformistentiszteletek (pl. az orgonahasználat) már korábban is lelkes támogatókra talált a magyar zsidóságon belül (egyik legelszántabb szorgalmazója Chorin Áron volt, aki már 1818-tól kezdődően állást foglalt a reformistentiszteletek bevezetése mellett).
Az 1868-as kongresszus célja éppen az lett volna, hogy kijelölje azt az egységes álláspontot, amit a magyarországi zsidóság képviselhet. Előre látható volt ugyanakkor, hogy erre az egységre már aligha van remény, az egymástól egyre inkább eltávolodó hitközségek képviselői között. A kongresszust 1868 december 10-re hívták össze a pesti megyeházára, Izraelita Egyetemes Gyűlés néven, és 1869 február 23-ig tartottak a tárgyalások. A viszonylag hosszú kongresszusnak azonban már az első napjaiban eldőlt, hogy a hitfelekezeti szakadás elkerülhetetlen: az ultra-ortodox meghívottak már a kongresszus első napján elhagyták a tárgyalótermet, példájukat pedig hamarosan követték az ortodox szemléletű hitközségek képviselői, de azok is, akik a két szemléletmód közötti álláspontot képviselték.

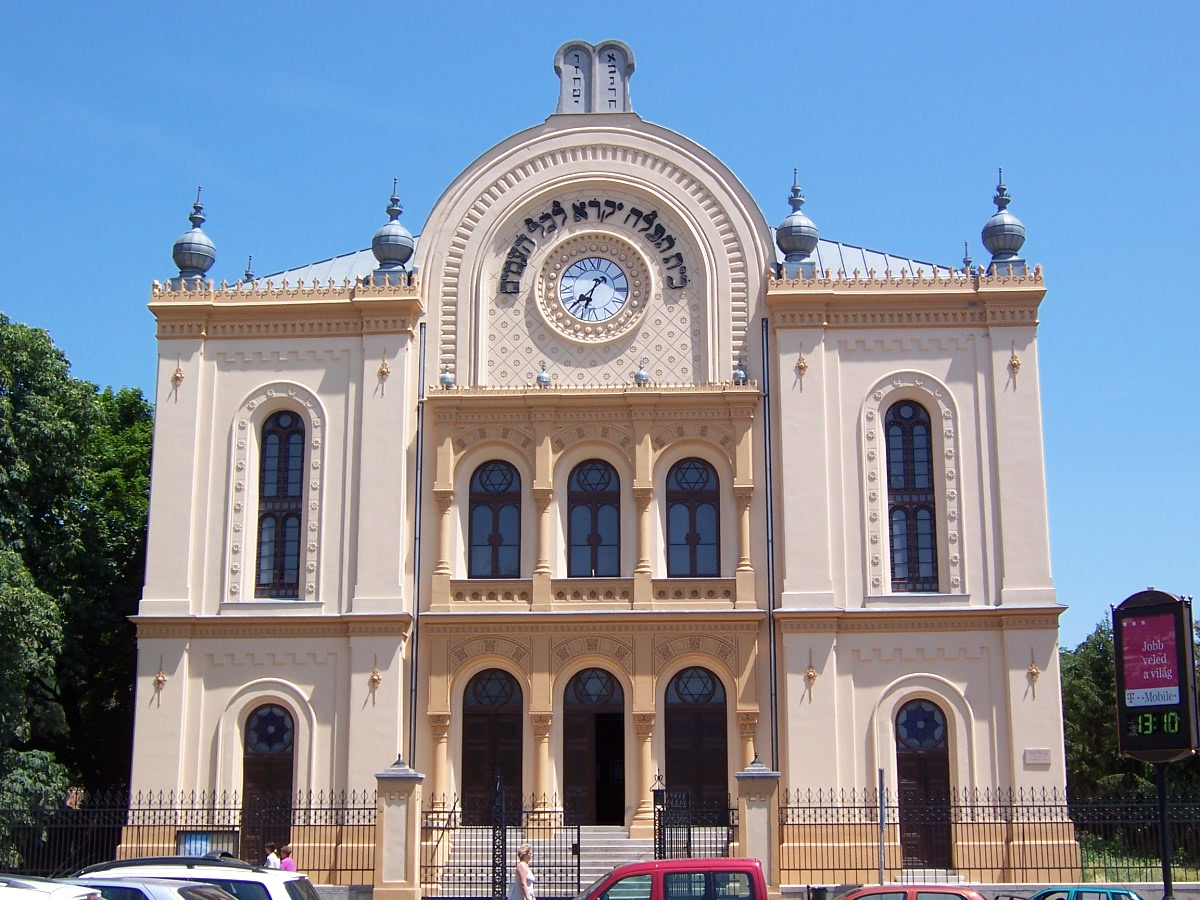
Az 1869. július 22-én Lőw Lipót által felavatott pécsi zsinagóga

A magyarországi zsidóság a kongresszus következtében három részre szakadt: ortodoxra, neológra és egy középen álló status quo ante (jelentése: legyen, amint eddig volt) irányzatra. Utóbbi irányzat már létrejöttének pillanatától kezdődően rendkívül sokszínű középutat képviselt, és megtalálhatók voltak benne az egészen ortodox jellegű közösségek ugyanúgy, mint a már-már neológba hajló, liberálisabb hitközségek.
A második fontos lépés a neológ irányzat megerősödésében az Országos Rabbiképző – Zsidó Egyetem 1877. október 6-i megnyitása (akkor még Rabbiszeminárium néven). Az egyetlen felsőoktatási intézményben összpontosított rabbi-, kántor- és sakterképzés biztosította az irányzat megerősödését, egységét és stabilitását, ugyanakkor híven tükrözte annak emancipációs törekvéseit: más történelmi egyházakhoz hasonlóan egyetlen nagy intézményben folyt az oktatás, eltérően a másik két zsidó irányzat gyakorlatától. Nem mellékes az a körülmény sem, hogy az új intézményt nem jesivának, hanem – a keresztény terminológiából kölcsönzött kifejezéssel – szemináriumnak nevezték. Ez az intézmény biztosította az irányzat számára, hogy a legegységesebb magyarországi zsidó felekezetté tudjon szerveződni (az itt végzett rabbik ugyanis ugyanazzal az egységesített tudásháttérrel rendelkeztek, az ország bármely pontjára kerültek is utóbb). Ez jelentős különbséget jelentett az ortodox jesivák oktatásmódjához képest, amelyekben mindig meghatározó szava volt egy-egy rebbének, akinek a szemlélete részleges eltéréseket mutathatott más rebbékétől, vagy akár saját utódaitól (ennek következtében az ultraortodoxia, főleg a haszidizmus mindig sokszínűbb és rétegzettebb volt a többi zsidó irányzatnál).

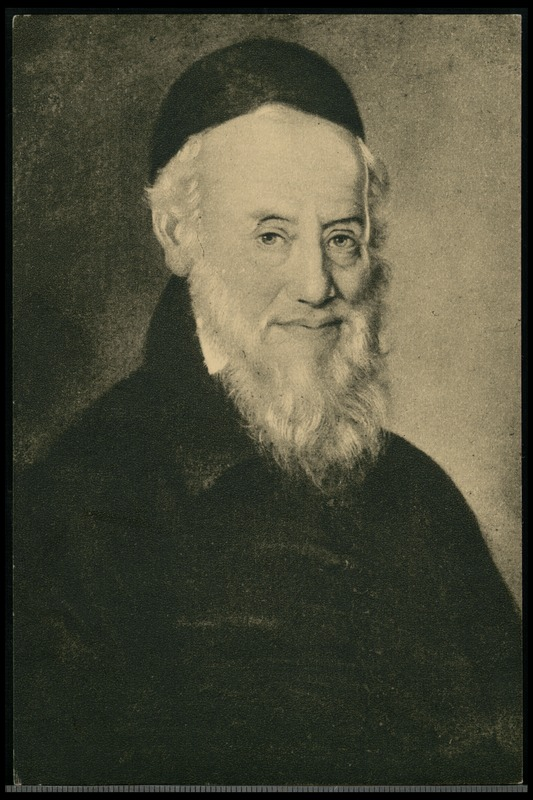
Chorin Áron, aradi főrabbi

A holokauszt a neológ irányzat követői számára is tragikus következményekkel járt. Mégis ennek az irányzatnak a követői élték túl a legnagyobb számban a népirtás borzalmait (főként a főváros dominánsan neológ zsidósága), aminek következtében a világháború után a neológia vált a legnagyobb, a megmaradt magyarországi zsidóság döntő többségét tömörítő irányzattá. Az említett nagy fokú szervezettsége, stabil intézményrendszere és központosított rabbiképzése folytán a tragédia utáni újjászerveződés területén is hatékonyabb volt a másik két felekezetnél – ami végül is évtizedekre monopol helyzetbe hozta. Ezt a helyzetet erősítette, hogy a kommunista hatalom a MAZSIHISZ keretei közé kényszerített minden magyarországi hitközséget, illetve hogy a pesti rabbiszemináriumot ismerte el a rabbiképzés egyetlen törvényes intézményeként. A látszólagos előnyök ellenére azonban ez a korszak rengette meg a legerőteljesebben a neológ közösséget is. Az egyházellenes állami törekvések és az erősödő ateizmus sokakat fordított el az egyháztól, és noha országosan a százezret is meghaladó számúra becsülték a zsidó lakosságot, ennek csak egy töredéke maradt alkalmi templombajáró (a hagyományokat maradéktalanul még ennél is jóval kevesebben követték).
Sokakban elhalványult a zsidó identitástudat, és – a pártállami nyomás mellett – az egyre több vegyesházasság is gyengítette az irányzatot. Hatalmas nyomást jelentett az az identitásprobléma is, amit a holokauszt okozott az emancipált zsidóság körében – ez sokakban az asszimiláció útjának kudarcát jelentette. Az erősödő cionizmus és a (részben kénytelen) öntudatra ébredés sokak számára hozta el a döntést, hogy Izraelt tekintse hazájának, és elhagyja az országot. Mindezen körülmények ellenére a neológ zsidók többsége ma is elsődlegesen a magyarsághoz tartozónak tekinti magát, ugyanakkor büszke vallására, hagyományaira.
Az alijázás (Izraelbe való kivándorlás) tovább apasztotta a hívők számát, amivel párhuzamosan a rabbiutánpótlás is veszélybe került (számos rabbi és rabbinövendék vándorolt ki Izraelbe és Amerikába a kommunizmus nyomása elől). Hogy mégis megmaradhatott az intézményes rabbiképzés és a vallási oktatás (az Anna Frank Gimnáziumban), abban elsősorban Scheiber Sándor főrabbinak voltak múlhatatlan érdemei.
A rendszerváltozás után az irányzat újra fejlődésnek indult, új épületekkel és intézményekkel gyarapodott (és elvesztett tulajdonainak egy részét is visszaszerezte). Megerősítette oktatási rendszerét, gimnáziumának, mely Scheiber főrabbi nevét vette fel (Scheiber Sándor Gimnázium és Általános Iskola) új, korszerű épületet építtetett. Az iskola (és óvodái) révén a felekezet biztosítani tudja tagjainak vallásos nevelését az óvodától akár az egyetemig is. Céljuk olyan fiatalok nevelése, akik önálló gondolkodásra képesek, műveltek, az elméleti felkészültség mellett a gyakorlati életben is képesek eligazodni, a magyarsághoz tartozónak vallják magukat, vállalják zsidóságukat, ápolni kívánják a zsidó hagyományokat.
Az irányzat ma is a legnagyobb zsidó felekezetnek számít az országban – igaz, monopolhelyzete a rendszerváltozással megszűnt. Ma már újra jelen vannak a MAZSIHISZ-től függetlenül szerveződő ortodox (modern ortodox), ultraortodox (különböző haszid és háredi), szefárd és Status quo ante közösségek is (igaz, utóbbiak ma egy ortodoxabb szellemiséget képviselnek történelmi elődeiknél). Ugyanakkor olyan zsidó irányzatok is meghonosodtak, amelyeknek alig vannak történelmi előzményeik az országban. Több reform (más néven progresszív) zsidó közösség is létezik Magyarországon (Szim Salom, Bét Orim (Fények Háza) Közösség), de a fővárosban megjelentek a reform és ortodox irányzatok között elhelyezkedő, külföldön létrejött konzervatív, illetve az ennek európai ágát képező mászorti irányzatok magyarországi közösségei is.
A mai korban tehát a neológia a legszélesebb körű zsidó intézmény Magyarországon és középúton helyezkedik el a konzervatív és az ortodox irányzatok között. A vallási előírások és ünnepek hagyományos megtartását, valamint a tanulást szorgalmazza, mellyel reméli, hogy a zsidóság ismét visszatalál eredeti gyökereihez, és a magyarságba integrálódva is szilárd zsidó identitással rendelkezhet.

## Legfontosabb központjai

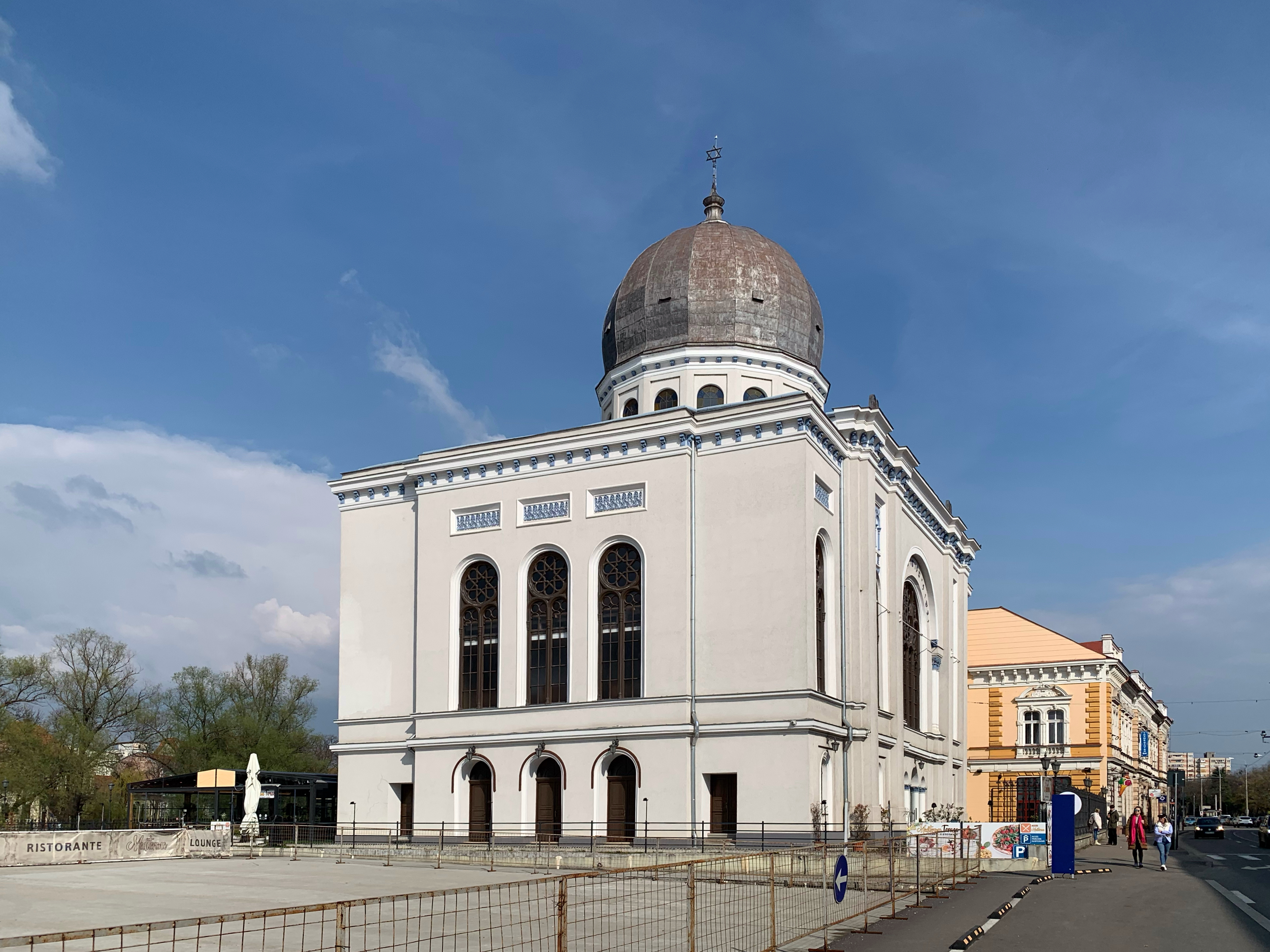
A nagyváradi neológ zsinagóga

A neológ zsidóság legnagyobb központjai a polgárosult nagyvárosok voltak (legfontosabbként Budapest), míg az ortodoxia a vidék zsidósága körében volt elterjedtebb. Az irányzatok elterjedtsége földrajzilag is változó volt: Közép- és Nyugat-Magyarországon, a Partium, a Bánság nagyvárosaiban és a Vajdaság gazdagabb városaiban zömmel neológ közösségek éltek, míg az ország északi és északkeleti részei határozottan ortodox területek voltak, erős haszid befolyással (mindenekelőtt Máramarossziget és Szatmárnémeti). A főváros mellett a legfontosabb neológ központok közé tartozott Nagyvárad, Pécs, Szeged, Temesvár, Arad, Szabadka, de fontos központ volt még Miskolc, Pápa, Kolozsvár és Nagykároly is.

### Mai elterjedése, központjai
A neológia napjainkban elsősorban a főváros zsidóságára jellemző. A vidék neológ közösségei erősen megfogyatkoztak, de továbbra is jelentős neológ központnak számít Szeged, Kecskemét, Pécs, Sopron, Veszprém, Miskolc.

#### Határon túli közösségek
Noha szervezetileg saját országuk hagyományos hitközségi rendszerébe tagozódtak be, a trianoni békeszerződés következtében környező országok területére került közösségek többnyire ma is őrzik neológ jellegüket. A két legfontosabb neológ közösség a romániai Temesváron és a szerbiai Szabadkán él (utóbbi a hagyományos neológiánál is nyitottabb szellemiségű közösséggé formálódott, amit az is jelez, hogy a kétezres évek első feléig női hitközségi elnöke volt). Nagyvárad dominánsan neológ közössége irányzatfüggetlenné vált (egységes hitközségbe tömörült), és a kisebb, egykor ortodox zsinagógát használja ugyan, hagyományait és szokásait tekintve ma is neológ. Az elmúlt évtizedekben többé-kevésbé a neológia irányába tolódott el Erdély valamennyi közössége (még az ortodox hagyományú Szatmárnémeti is), ugyanis az utolsó erdélyi rabbi, a 2004-ben elhunyt Dr. Neumann Ernő ehhez az irányzathoz tartozott. Ő élete végéig egymaga látta el a rabbiteendőket a legfontosabb erdélyi hitközségekben is – miközben Temesváron máig virágzó, erős neológ közösséget szervezett. Általában magyarul vagy két nyelven (magyarul és románul), ritkábban (ortodox hagyományú közösségekben) jiddisül is prédikált. A jelenleg legnagyobb közösségek Temesváron, Kolozsváron, Nagyváradon és Brassóban találhatók, és tagjaik zömmel ma is magyar ajkúak.

## Hitgyakorlat

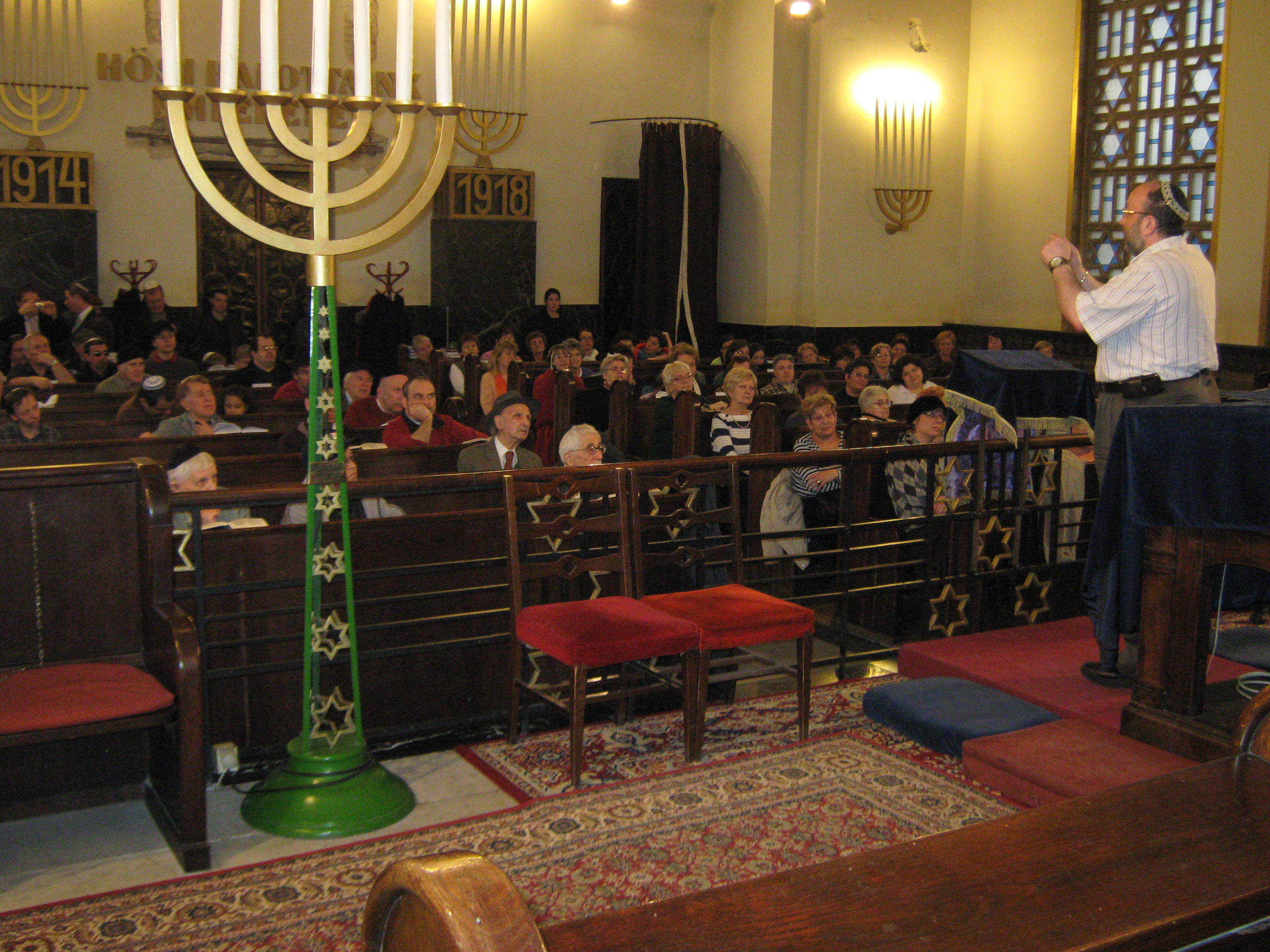
Istentisztelet a Hősök templomában

A neológia a mai napig megőrizte kezdeti újításait (a magyar nyelv frekventált használatától a zsinagógaépítészetben beállt változásokig), ugyanakkor fokozatosan egyre konzervatívabb álláspontra helyezkedett. Az irányzat ma a világ zsidóságának legtöbb fontos vitás kérdésben (nők szerepe a zsidóságban, házasság, vallásgyakorlás, homoszexualitás, stb.) alapvetően ortodox álláspontot képvisel, és elzárkózik a reformközösségek újításaitól. Ugyanakkor a konzervatív / mászorti irányzatoknál is konzervatívabb, amennyiben nem ismer el női rabbikat (az amerikai konzervatív zsidó rabbiszemináriumokban mára már több nő tanul mint férfi) vagy női minjent (minjánt), elutasítja a homoszexualitást, ragaszkodik a zsidósághoz való tartozás halachikus értelmezéséhez (következésképp nem ismeri el azok zsidóságát, akiknek csupán az apjuk zsidó és nem tértek be), ragaszkodik az ünnepek és szokások hagyományos rendjéhez, stb.
Liturgikus szokásaikban, zsinagóganaptáraikban is az ortodoxia vallásgyakorlatához állnak közel (a kétezres évek második feléig nem is adtak ki saját zsinagóganaptárakat – ehelyett ortodox naptár szerint működtek). Történelmi vívmányaikat és újításaikat azonban a mai napig megtartották.

## Jellegzetességei
A neológia főbb jellegzetességeit az ortodox és a Status quo ante, illetve világviszonylatban az ortodox, konzervatív (maszorti) és reform irányzatokhoz képest lehet a leginkább tárgyalni. Noha liturgikus rendje az ortodoxiáéhoz hasonló és szigorúan halachikus alapokon áll, számos fontos újítást hozott a magyarországi zsidóság életében (néhányat korábban már említettünk), több területen. Néhány fontos eltérés az ortodoxiához képest:

### Nyelv és identitás
Mivel a neológia az emancipációs és asszimilációs törekvések talaján nőtt ki, kiemelten fontos szerepe van benne a magyarnyelvűségnek. 
A magyar nyelvű prédikálás egyik legfontosabb úttörője az a Lőw Lipót rabbi volt, akit – noha minden erejével a szakadás ellen próbált tenni – a kongresszusi irányzat első főrabbijának tartunk.

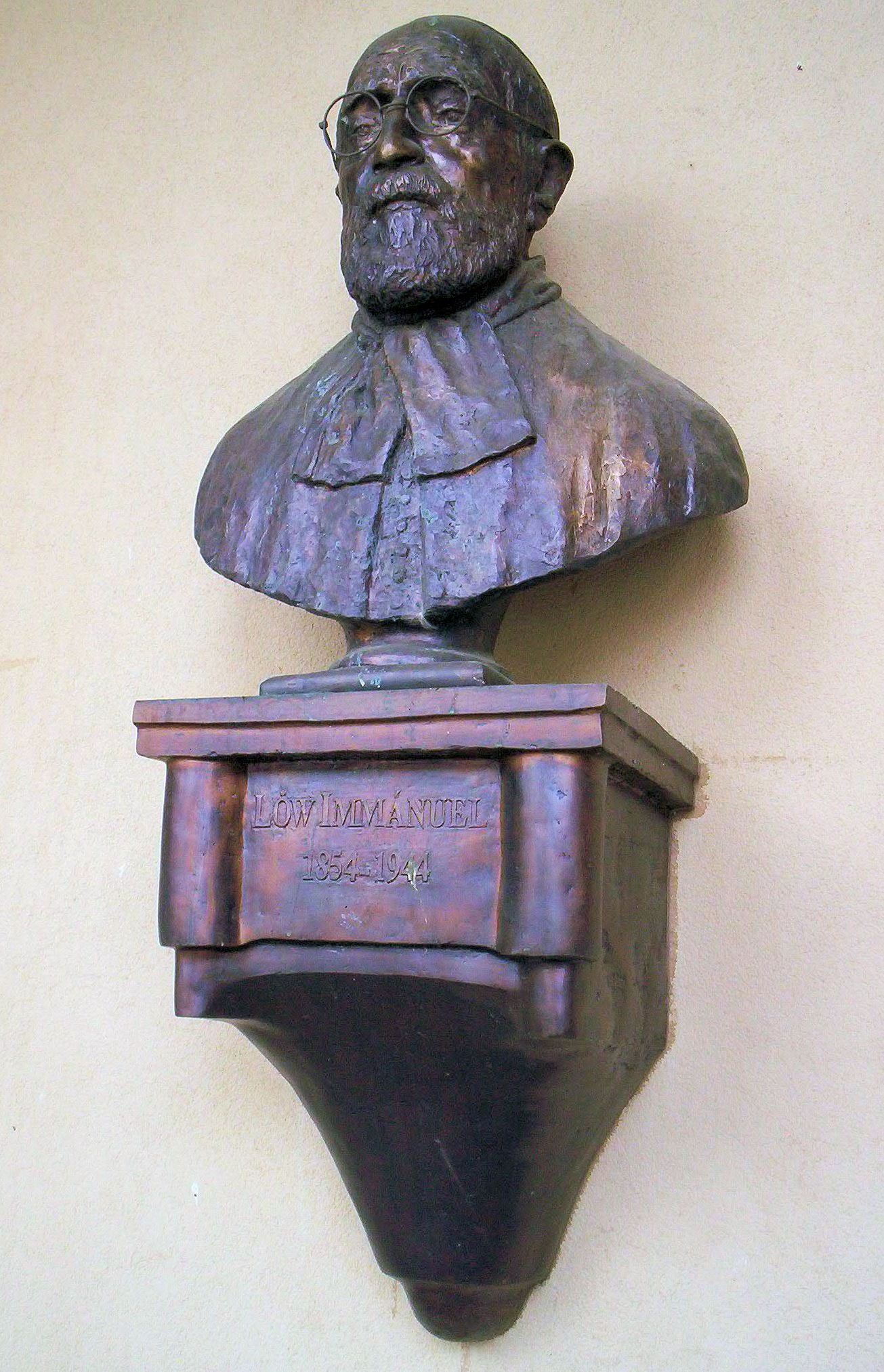
Lőw Immánuel szegedi főrabbi, orientalista, művelődéstörténeti író

Magyar prédikációit külön kötetben adta ki. A korabeli magyar közéletben nagy tiszteletnek örvendő rabbi nem csupán a magyar nyelvnek a zsinagógai és egyéb vallási szokásokba való beemelésével vívott ki általános elismerést a korszak magyar értelmisége és politikai-közéleti szereplői körében, de azáltal is, hogy elszánt támogatója volt az 1848–49-es forradalom és szabadságharc célkitűzéseinek. Hatására zsidók százai léptek be a nemzetőrségbe Pápán és az ország más pontjain, ő maga pedig tábori lelkészként szolgált a szabadságharc idején. „Az Isten velünk vagyon” című tábori beszéde nyomtatásban is megjelent. Bátor kiállásáért a megtorlás idején Haynau börtönbe vetette. Ő vezette be a királyért és a hazáért mondott imádságok szokását a neológ közösségekben, és átfogó zsidó oktatási programokat dolgozott ki az ország izraelita vallású fiataljainak nevelésére. Több magyarországi zsinagógát (köztük a pécsi és pápai zsinagógát is) ő avatott fel, magyar nyelvű beszédeivel. Híres mondása volt: 
Bátran tehát, barátaim! Honosítsa a zsinagóga a magyart, s reméljük, hogy a magyar honosítandja a zsinagógát!
 (Lőw Lipót)
Lőw Lipót fia, Lőw Immánuel szintén emblematikus rabbija volt a neológ irányzatnak. Szegedi főrabbiként sokat tett a neológia irányzatának megerősödéséért, ugyanakkor íróként és orientalistaként is maradandót alkotott. Ő mondta: 
A nemzet hű fiává nem a származás, nem a fajrokonság, hanem a rokon érzés, s a csatlakozó önfeláldozat avat. Nem a szívnek vére, hanem a szívnek verése
 (Lőw Immánuel: Rákóczi. Két emlékbeszéd. Szeged, 1907.)
A hetiszakasz és a főbb imádságok kötelezően héber szövege mellett az istentiszteletek és más (pl. esketési, temetési) szertartások esetében számos prédikáció, magyarázat, tanítás hangzik el (a közösség rabbijától). Ezek nyelve századokon keresztül a jiddis volt (egy héber betűkkel írt és számos héber vendégszóval rendelkező német származéknyelv, az askenázi zsidók nyelve). A polgárosodás útjára lépett emancipált zsidóság azonban fokozatosan magyar anyanyelvűvé vált, aminek következtében ezekben a közösségekben a rabbik is magyarul kezdtek el prédikálni. Ezt a gyakorlatot a neológia önállósulása intézményesítette a zsidóságon belül. 

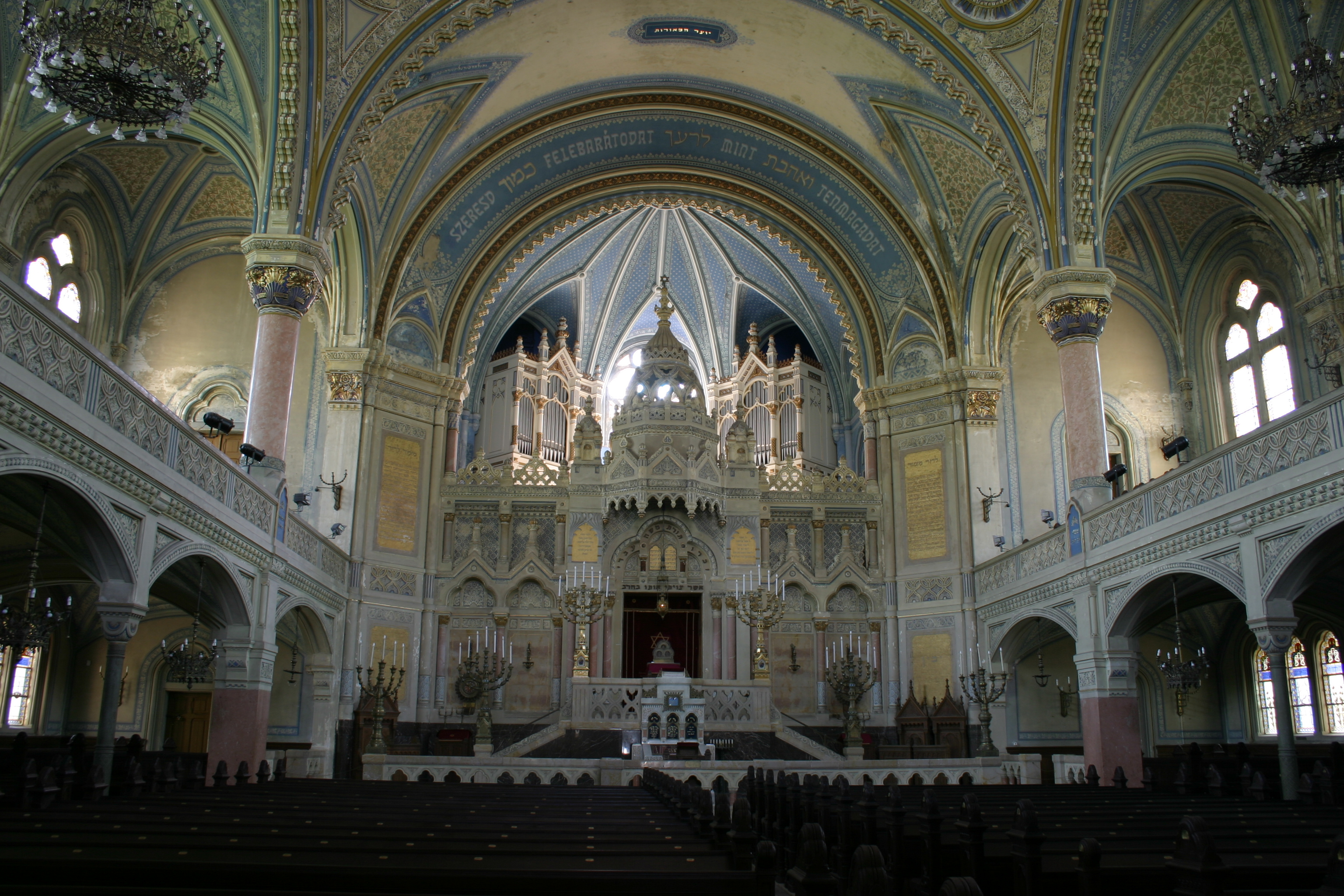
A szegedi Új zsinagóga belső tere (itt volt főrabbi Lőw Lipót, majd fia, Lőw Immánuel is)

A fent említett különbség mára kevésbé releváns, amennyiben a rabbik a Magyarországon ma jelenlevő ortodox és ultraortodox irányzatok többségében (így pl. a lubavicsi haszid közösségben) is többnyire magyar nyelven tanítanak és magyarázzák az írásokat. A különbség inkább abban áll, hogy míg a neológok esetében ez ideologikus indíttatású változtatás volt (és a nemzettudat kérdésével állt összefüggésben), addig az ortodoxoknál pusztán praktikus szempont, és nem jelez semmiféle ideológiai indíttatást vagy mélyebb nemzeti identitáskérdést.
A magyar nyelv fontos szerepet kapott a vallásos kiadványokban is. Az imakönyvekben megjelentek a magyar fordítások (a héber eredeti mellett), és a fontosabb imák fonetikus átírásai is (azok számára, akik nem értenék meg, vagy akár elolvasni is nehezen tudnák a héber nyelvű szövegeket). A nyelvi kérdés ugyanakkor identitáskérdést is jelzett. A neológok identitástudatában a magyarsághoz való tartozásnak sokkal fontosabb szerepe volt, mint az ortodoxok esetében. Míg számos ortodox (főként haszid) rabbi kifejezetten tiltotta a keresztényekkel való, akár nyelvi kommunikációt is, addig a neológok identitástudatában a magyar nemzethez való tartozás és a magyar anyanyelvűség fontos teret nyert. A neológok többsége alapvetően vallásként tekintett saját zsidóságára, nem pedig nemzeti identitásként, a „zsidó nép” fogalmát pedig inkább vallási alapon közelítette meg (ahhoz hasonlóan, ahogy a keresztények közössége is egy nemzetek feletti „kiválasztott népként” vagy „nyájként” határozza meg önmagát). Ebben  a vonatkozásban a neológia a nyugat-európai és amerikai reformmozgalmakhoz hasonló álláspontot képvisel

Ezt a felfogást árnyalta és módosította némiképp a cionizmus hatása (a nyugati reformmozgalmak esetében is) és az önálló zsidó állam (Izrael) megalapítása. Gyökeres változást hozott a zsidók többségének identitástudatában a holokauszt ténye is: a pusztán származásukért (identitástudatuktól, elveiktől, politikai meggyőződésüktől, társadalmi státusuktól függetlenül) meghurcolt, hatalmas lélekveszteséget szenvedett magyar zsidók számára is jelentős változásokat okoztak a népirtás borzalmai – az identitástudat kérdésében is. 

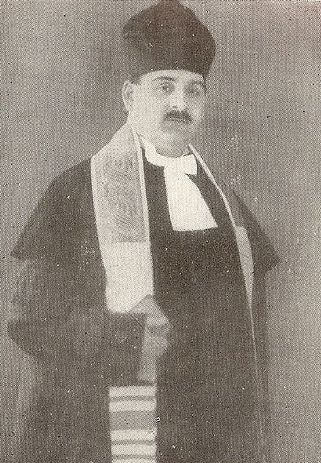
Ábrahámsohn Manó, a Dohány utcai zsinagóga egykori főkántora, a neológ rabbik és kántorok, jellegzetes liturgikus öltözetében

Mindezen történelmi változások és hatások ellenére a magyarsághoz való tartozás a mai napig hangsúlyosabb eleme a neológiának, mint bármely más irányzatnak Magyarországon.

### Öltözködés
A neológ zsidók egyik fontos jellemzője, hogy öltözködésükben, köznapi szokásaikban nem tértek el a többségi társadalom polgári rétegeitől. Tartózkodtak a külsőségektől, és legtöbbször a szakállukat is az éppen aktuális divat szerint nyírták vagy leborotválták (vallási jelentőséget nem tulajdonítottak neki). Nem viseltek pájeszt, mint az ultraortodoxok, és a civil életben tartózkodtak a megkülönböztető vallási ruhadaraboktól, jelképektől. A keresztény vallású magyar polgársághoz hasonlóan a templomra (zsinagógára) korlátozták a vallási élet megélését. A rabbik és kántorok a mindennapi életben szintén tartózkodtak a külsőségektől, a szertartások alkalmával pedig egy reverenda-szerű, egyes elemeiben a katolikus, döntően azonban inkább egyes protestáns lelkészi öltözékekre emlékeztető ruházatot és fejfedőt viseltek (illetve viselnek a mai napig). Habár manapság egyre több neológ közösségben is a jellemzően ortodox öltözködés jelenik meg. Az öltözködés tekintetében is vitatható tehát, hogy különálló irányzatról, vagy az ortodoxia egy bizonyos fajtájáról beszélünk a neológia esetében.

### Teológia, szokások, vallásgyakorlat
Noha a teológiai, értelmezési különbségek igen csekélyek az ortodoxokhoz képest (azért akad ilyen is: például az a kérdés, hogy tűz természetű-e az elektromos áram), a vallásgyakorlás és a szokások tekintetében a neológok kevésbé merevek. A neológ vallásgyakorlás megőrizte ugyan a legfontosabb szokásokat, de nem vette át az egyes ortodox közösségek népi-kabbalista jellegű szokásait, sem szigorúan kötelező népszokásait, és a csupán regionálisan létező hagyományokat sem minden esetben. Az alapvető fontosságú szabályok közül csupán a külsőségeket mellőzték – de ez már elég volt ahhoz, hogy az ortodoxok szemében kevéssé megbízható, a vallást túl tág keretek között értelmező és gyakorló közösségnek tűnjenek. Ehhez mérten az ortodox rabbik máig sem ismerik el a neológ rabbikat és rabbiszemináriumokat, és a neológ betérést sem tartják érvényesnek (miközben a neológok zsidóságát természetesen nem vitatják). Napjaink egyik leglényegesebb kérdése is a vallásgyakorlatból ered, hiszen a neológia is a Sulchán Áruch döntvénytárát tekinti vallásjogi (ún. háláchikus) alapjának. Ez – nemzetközi értelemben – az ortodox lét alapvetése is. Illetve számos kérdésben hagyománykövetőbb vallásgyakorlatot vár el egyes külföldi ortodox közösségeknél is (például a nők vallási vezetővé választásától való elhatárolódás). Ennek oka bizonyára abban is eredeztethető, hogy a jelenkori neológia vallási vezetői ortodox környezetből származnak, a szocializmus évei alatt folytatták tanulmányaikat, amikor kizárólag neológ rabbiképzés volt. Ebből a „kényszerű” helyzetből következik, hogy neológ vallási vezetők lettek, és a neológiát a saját hátterük és értékítéletük szerint, ortodox irányba fejlesztik.  

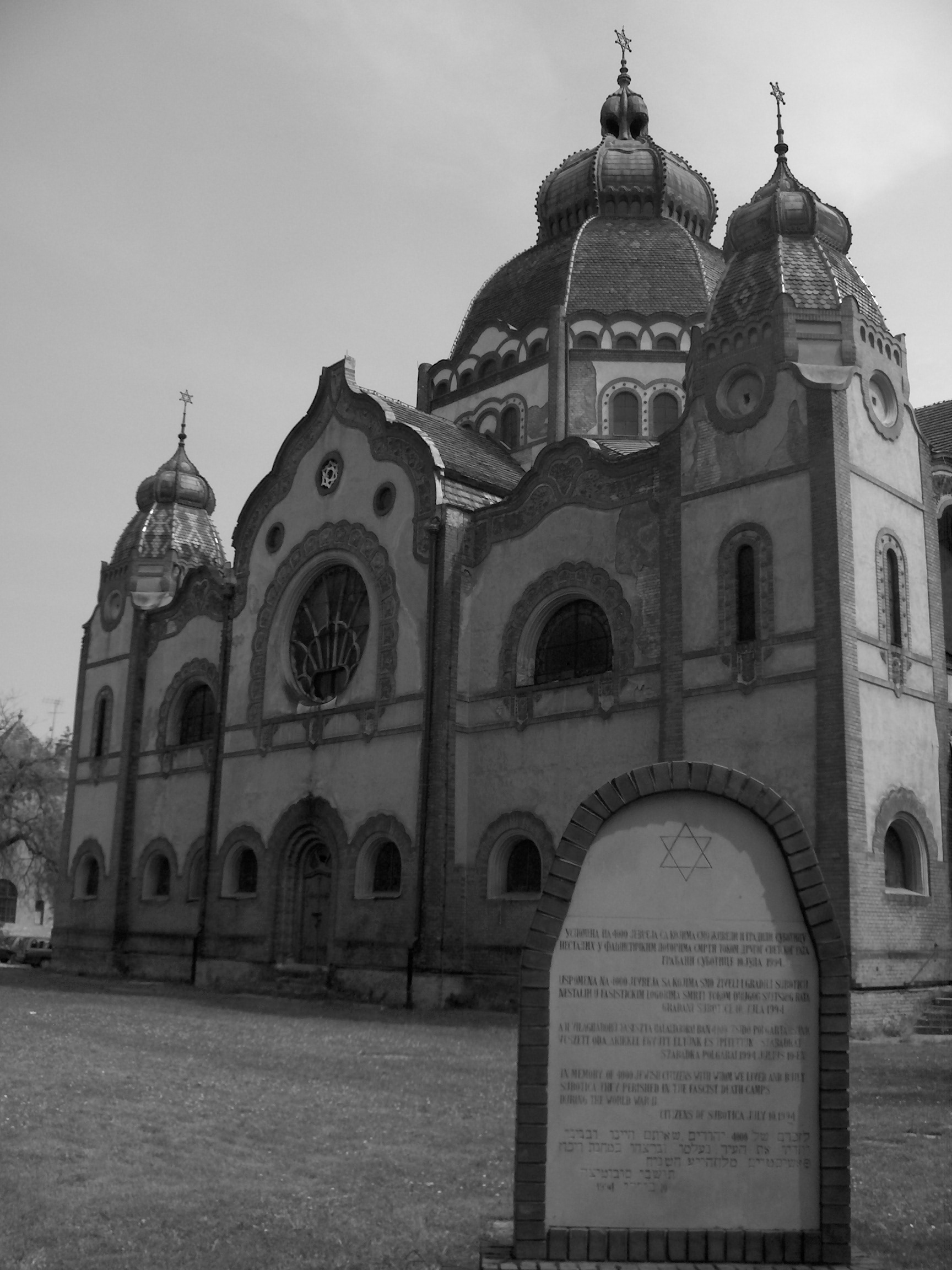
A Világörökség részét képező szabadkai zsinagóga szecessziós épülete

### Zsinagógák (építészet)
A neológok nemcsak a hagyományos életformát hagyták maguk mögött, de ehhez mérten változtak vallási épületeik is. A kis ortodox tanházak (sül, illetve súl) helyét átveszik az impozáns zsinagógák (melyeket a népnyelv gyakran templomnak nevez). Noha több városban találhatók ortodox nagyzsinagógák is, a neológ zsinagógaépítészet remekei mindenütt messze túlszárnyalják azok puritán jellegét. A neológ zsinagógák stílusára a mór építészet, a romantika, a szecesszió és az eklektika jellemző. Több neológ zsinagóga (így például a mór stílusú budapesti Dohány utcai zsinagóga vagy a szecessziós szabadkai neológ zsinagóga) a világörökség részét képezi.

A neológ zsinagógákban (elsőként a pécsi zsinagógában) megjelenik az orgona (míg az ortodoxoknál tilos a hangszer használata a templomokban), a szószék (az ortodoxoknál használt bima helyett vagy mellett), és némelyiken kisebb tornyok is.

### Zene
A neológok legfontosabb újítása vallási zenei téren a már említett orgona. Noha az ortodoxia története sem volt mentes az újításoktól ezen a téren (mindenképp ide számítandó a kórus megjelenése a kántor mellett az ortodox közösségekben), a hangszeres zenét a neológok Magyarországon elsőként engedték be zsinagógáikba. A kórus terén is változást eszközöltek: míg az ortodoxoknál is újításnak számító kórus hagyományosan férfiakból állt, addig a neológ gyakorlat meghonosította a vegyes kórusokat a zsidó hitéletben. Napjainkban az istentiszteleteken kizárólag a Dohány utcai zsinagógában használnak orgonát, habár az orgonista személyének kiválasztásakor mindig nem-zsidót alkalmaznak, hogy a szombatszegést ezúton is elkerüljék. Néhány évvel ezelőtt a Dohány utca zsinagógában átalakult a kórus is, most már kizárólag zsidó férfiak énekelhetnek benne, tehát a vegyes kórus megszüntével ebben a kérdésben is visszatért a neológia az ortodox vallási gyakorlathoz. 

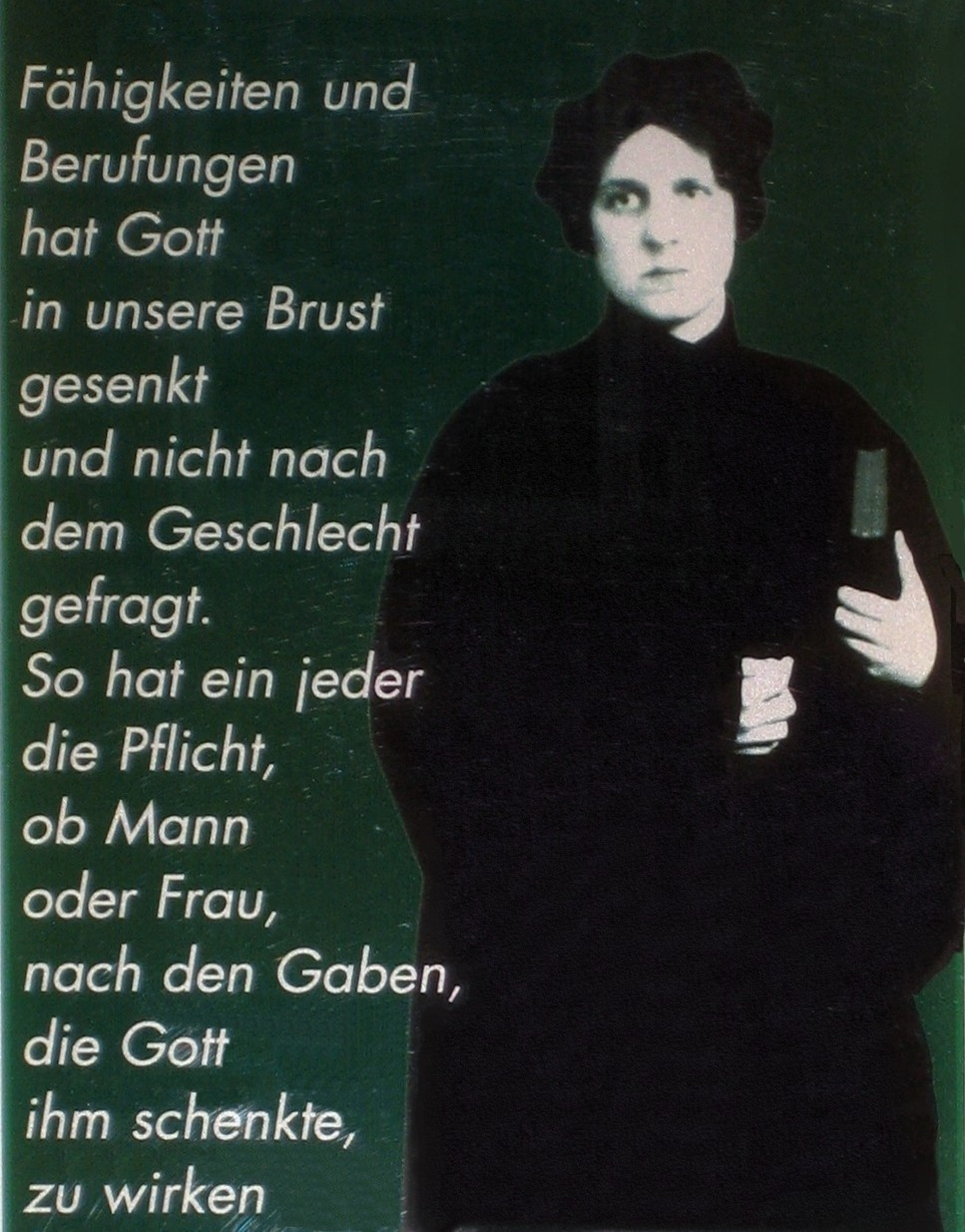
Regina Jonas rabbi (Berlin, 1902. augusztus 3. – Auschwitz, 1944. december 12.) – az első (reform) rabbinő. A reform és konzervatív irányzatoktól eltérően a neológok nem avatnak női rabbikat

### Más irányzatokhoz viszonyítva
A neológia már a kezdetekben is tudatosan féken tartotta saját sorai közt a merész, nyugat-európai típusú reformtörekvéseket. Ezek a távolságok az idővel csak még tovább nőttek a neológia és a reformzsidóság között. A reform irányzatok felől nézve a neológia tulajdonképpen egy nemzeti specifikumokkal és néhány sajátos újítással bővült ortodoxiának tűnik. A mászorti és konzervatív irányzatok hosszú ideig nagyon közel álltak a neológiához (a neológiát sokáig egy sajátosan magyar mászortinak tartották). A hatvanas évektől kezdődően azonban a konzervatív irányzat fokozatosan nyitni kezdett a kortárs problémákra és egyre liberálisabb válaszokat adott a század második felében jelentkező kérdésekre. Ennyiben a konzervatív irányzat mára tulajdonképpen egy óvatos reformzsidóság képét mutatja. Bíró Tamás megfogalmazásában a konzervatív és reform irányzatok között a különbség abban áll, hogy míg a reform a társadalmi változások élére áll (*), addig a conservative mozgalom, kisebb-nagyobb időkéséssel, hosszabb vitákat követően, de „enged” a kor kihívásainak.
A konzervatívok „engedékenységéhez” képest a neológok rendre „ortodox” válaszokat adtak a hatvanas évek óta felmerülő kihívásokra. Nemcsak az olyan, a konzervatívok körében is vitás kérdésekre adtak mereven hagyományőrző válaszokat, mint az azonos neműek házassága és nemi életének tiltása (vagy korlátozása), vagy a nők beleszámítása a minjenbe, de a hívek szintjén sem támogatták például a férfi és női hagyományok és szerepek közötti különbségek felszámolását (míg egyes konzervatív közösségekben a nők kipát és táleszt ölthetnek, addig a neológoknál ez tilos). Nincsenek továbbá női rabbik (noha a női rabbikat ma már a konzervatív közösségek is elismerik, sőt, egy amerikai ortodox közösségben is választanak női vallási vezetőt), és a legtöbb helyen a nők és férfiak külön padsorokban ülnek a zsinagógákban – igaz, az ortodoxokhoz képest nagy újítás, hogy nem kerülnek válaszfal mögé, nem kell a férfiaktól elzártan imádkozniuk. De ebben az esetben is figyelnek, hogy az elválasztás háláchikus szabályainak (legalább kb 80 cm-es elválasztás) megfeleljenek.

## Intézmények és szervezetek

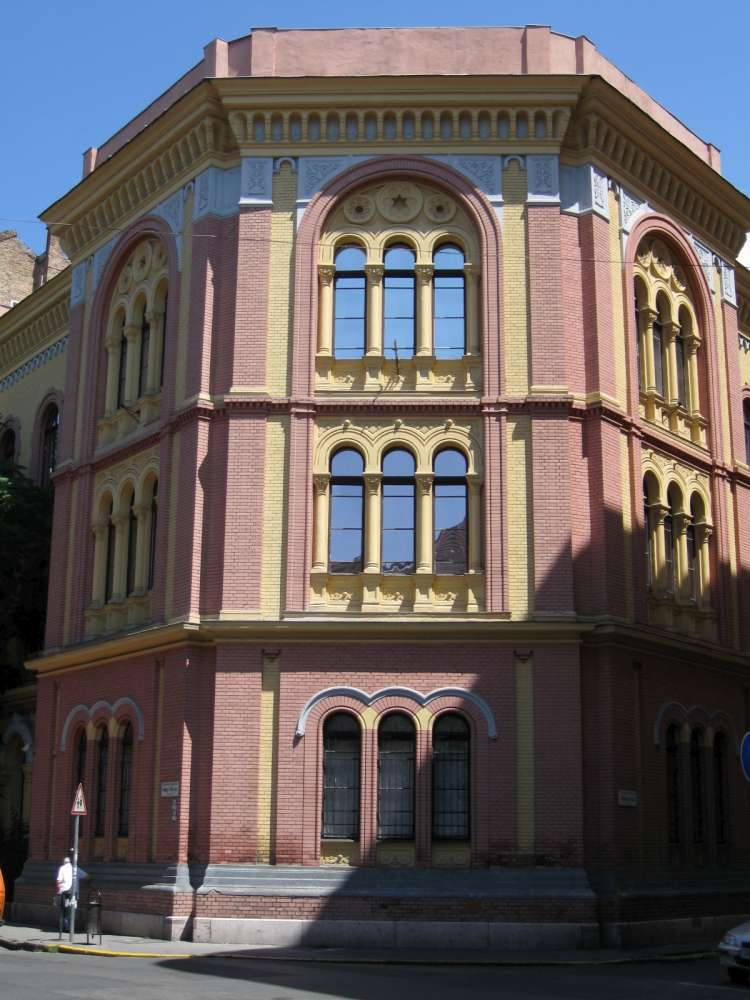
Az Országos Rabbiképző – Zsidó Egyetem

A neológ közösségeket összekötő, egységbe szervező országos szövetség a MAZSIHISZ (Magyarországi Zsidó Hitközségek Szövetsége). Noha a szövetségnek vannak ortodox és státuszkó (status quo ante) taghitközségei is (például a Magyarországi Autonóm Orthodox Izraelita Hitközség vagy az ortodoxiába hajló státuszkó vonalat követő Debreceni Zsidó Hitközség, amely nem is a rabbiszemináriumban végzett rabbikat foglalkoztat), döntően mégis neológ többségű és meghatározottságú. Neológ többségű a szövetség rabbitestülete és Bét Dinje is. A rabbitestület legutóbbi bővítési kísérletének kulcskérdése volt, hogy bővíthető-e ortodox rabbikkal, hiszen két fiatal ortodox rabbi jelentkezett. A rabbitestület átmeneti rendelkezést hozott: valamennyi zsinagógában támogatja az ortodox rabbik alkalmazását, és a rabbitestület valamennyi ülésére konzultáció céljából meghívja őket. Teljes értékű tagságot a szabályzatok aktuális állapota miatt nem biztosítottak. A MAZSIHISZ számos oktatási, szociális és kulturális intézményt működtet.

### Oktatási intézményeik
- Országos Rabbiképző – Zsidó Egyetem
- Scheiber Sándor Gimnázium és Általános Iskola
- BZSH Benjamin Óvodája

A kimondottan neológ intézményeken kívül még két fontos zsidó gimnázium van Budapesten: az ortodox jellegű Wesselényi utcai Amerikai Alapítványi Iskola, valamint a Lauder Javne Zsidó Közösségi Óvoda, Általános, Közép- és Szakiskola.

## Belső rétegződése

### Hagyományos (történelmi) rétegződése

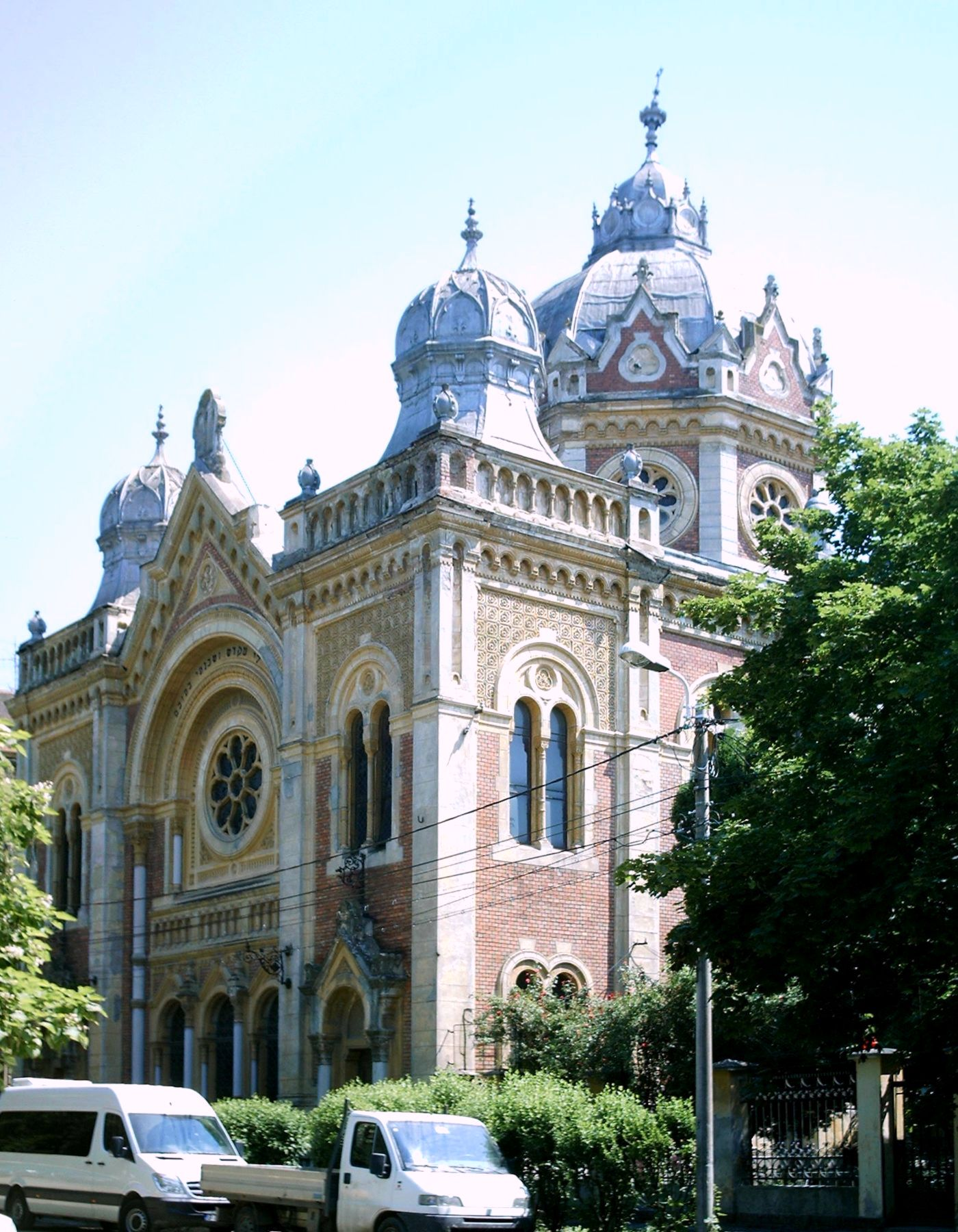
A temesvári Gyárvárosi neológ zsinagóga

Mint minden zsidó irányzat, a neológia is sokszínű és rétegzett. Minden hitközségnek megvannak a saját jellegzetességei és szokásai, amelyekre nagy hatással vannak ugyan az egységes tudásháttérrel rendelkező rabbik (akiket a hitközség hív meg), de korántsem akkorával, hogy ezek a különbségek teljesen háttérbe szoruljanak. Mindenekelőtt az ország északi részein (a mai Szlovákiában) élő közösségek voltak nagyon hagyománytisztelő, már-már ortodox hitéletet élő neológok. A főváros egyes közösségei között is nagy különbségek voltak, amik a mai napig megmaradtak. Bíró Tamás, a zsidó irányzatokról szóló tanulmányában így jellemzi a neológ irányzat hagyományos belső rétegződését:
„A neológ zsidóság egy részében, főleg a korán polgárosodott rétegben (ezt a réteget és ezt a korszakot képviseli ma is a Dohány utcai zsinagóga és a Rabbiképző zsinagógája), csökkent a vallási törvények iránti fegyelem, de ezt a neológia elvei – a reform-ideológiával ellentétben – nem támogatták. És, mindeközben, a neológ zsidóság nagyobb része, főleg a vidéki zsidóság (valamint a XX. század első évtizedeiben Pestre vándorolt, hagyományosabb neológia, amelyet képviselnek ma is az ún. külső gyűrű zsinagógái: Hegedűs Gyula utca, Hunyadi tér, Bethlen Gábor tér, Nagyfuvaros utca, Páva utca) a mai fogalmaink szerint szinte ortodox életforma szerint élt.”

### Mai fejlemények
A magyar neológ zsidóságon belül egy liberálisabb, a mászorti (konzervatív) zsidósághoz közelebb álló irányvonal is létezik, amely saját platformot hozott létre a MAZSIHISZ Rabbitestületének keretében. A Magyarországi Rabbik Közössége (Agudat Rabbane Hungarija) nevű csoportot öt fiatal rabbi (Darvas István, Markovics Zoltán, Radnóti Zoltán, Róna Tamás és Verő Tamás) hozta létre, akik elégedetlenek voltak a konzervatívabb, már-már ortodox álláspontot követő Bét Din döntéseivel. Az öt rabbi saját Bét Dint alapított, amely azonban az országos rabbitestülettel való egyezség nyomán felfüggesztette tevékenységét, és a Rabbitestület platformjaként működik tovább. A szakadás elkerüléséért cserébe a rabbitestület nagyobb beleszólást engedett a fiatal, mászorti szellemű rabbiknak a neológ Bét Din munkájába és döntvényeibe.
Közös hivatalos nyilatkozatukban így jellemzik a megállapodást: „A Mazsihisz Rabbitestülete a mai napon megerősítette a testület egységét és a neológia elvei melletti elkötelezettségét. Döntött az egyetlen neológ Bét Din kiszélesítéséről és munkájának korszerűsítéséről.”

## Képek

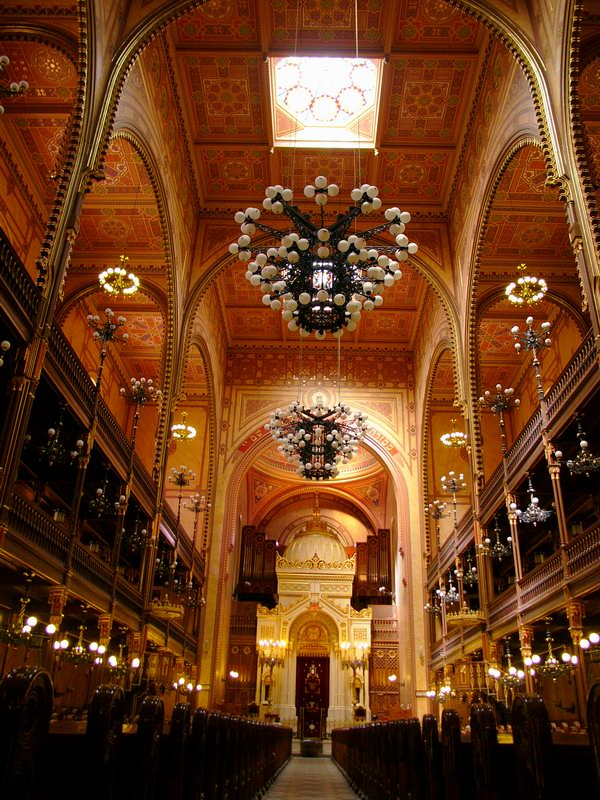
A Dohány utcai zsinagóga belső tere
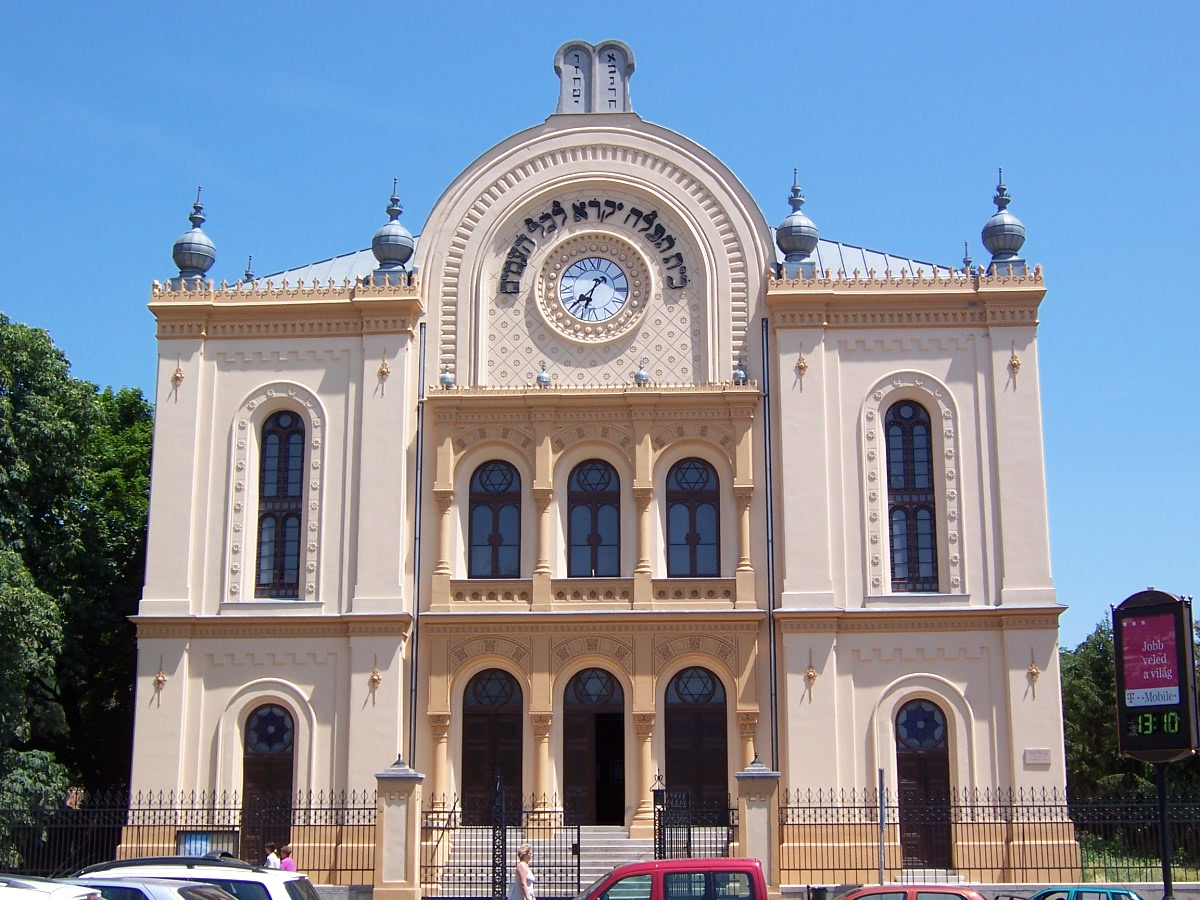
A pécsi zsinagóga
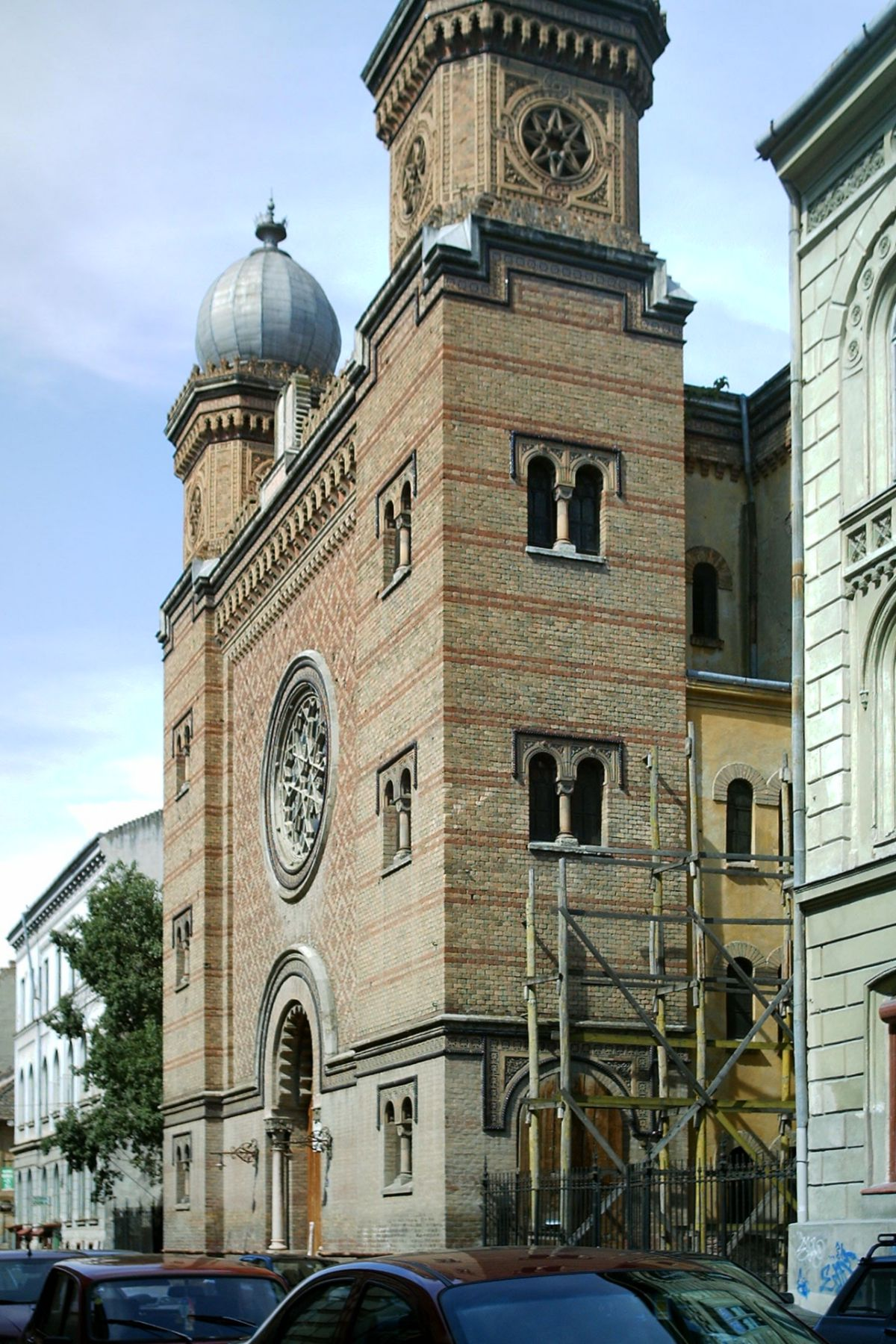
A temesvári várbeli neológ zsinagóga
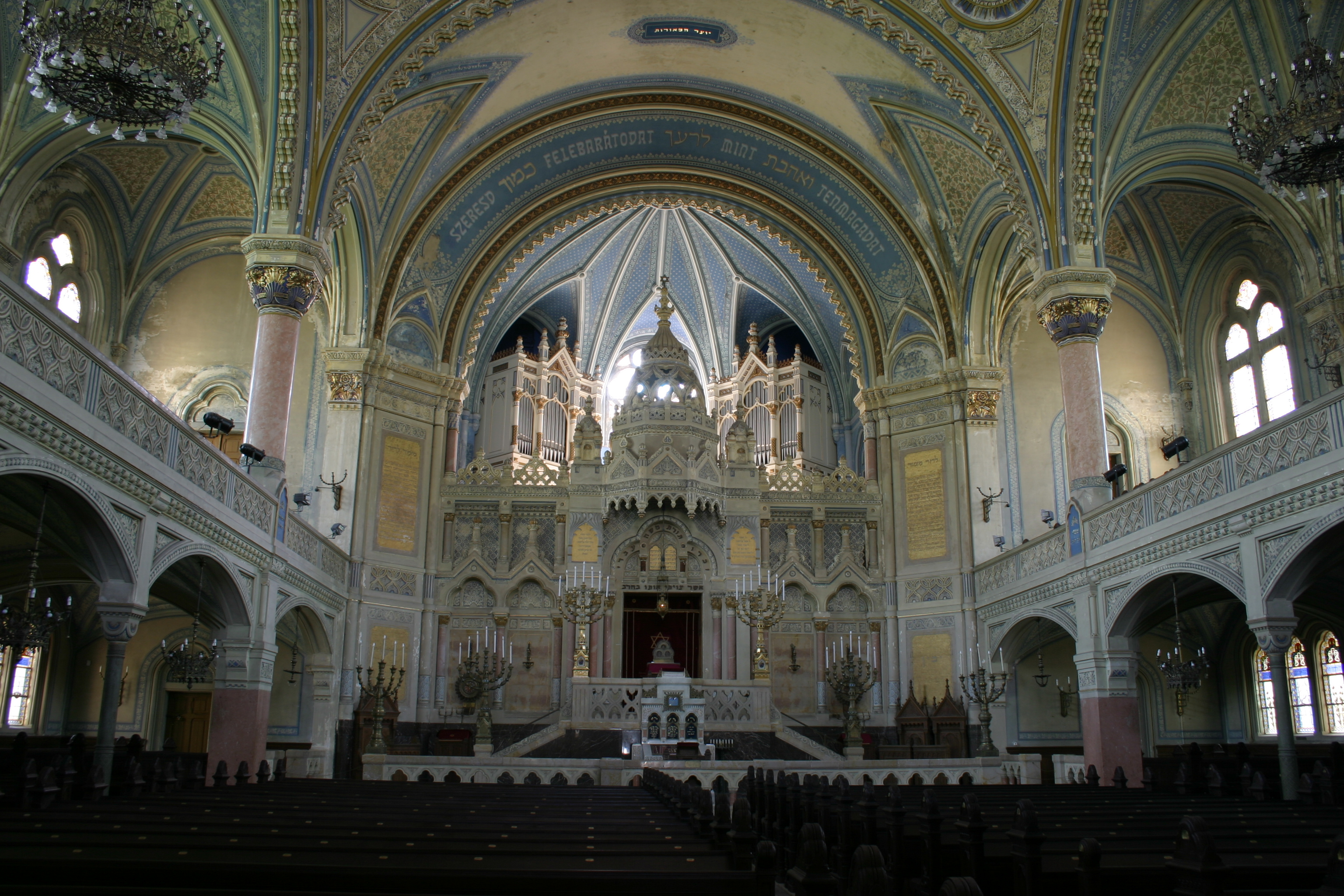
A szegedi új zsinagóga belső tere
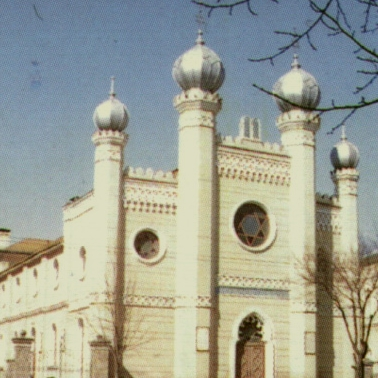
A kolozsvári neológ zsinagóga („Deportált mártírok temploma”)
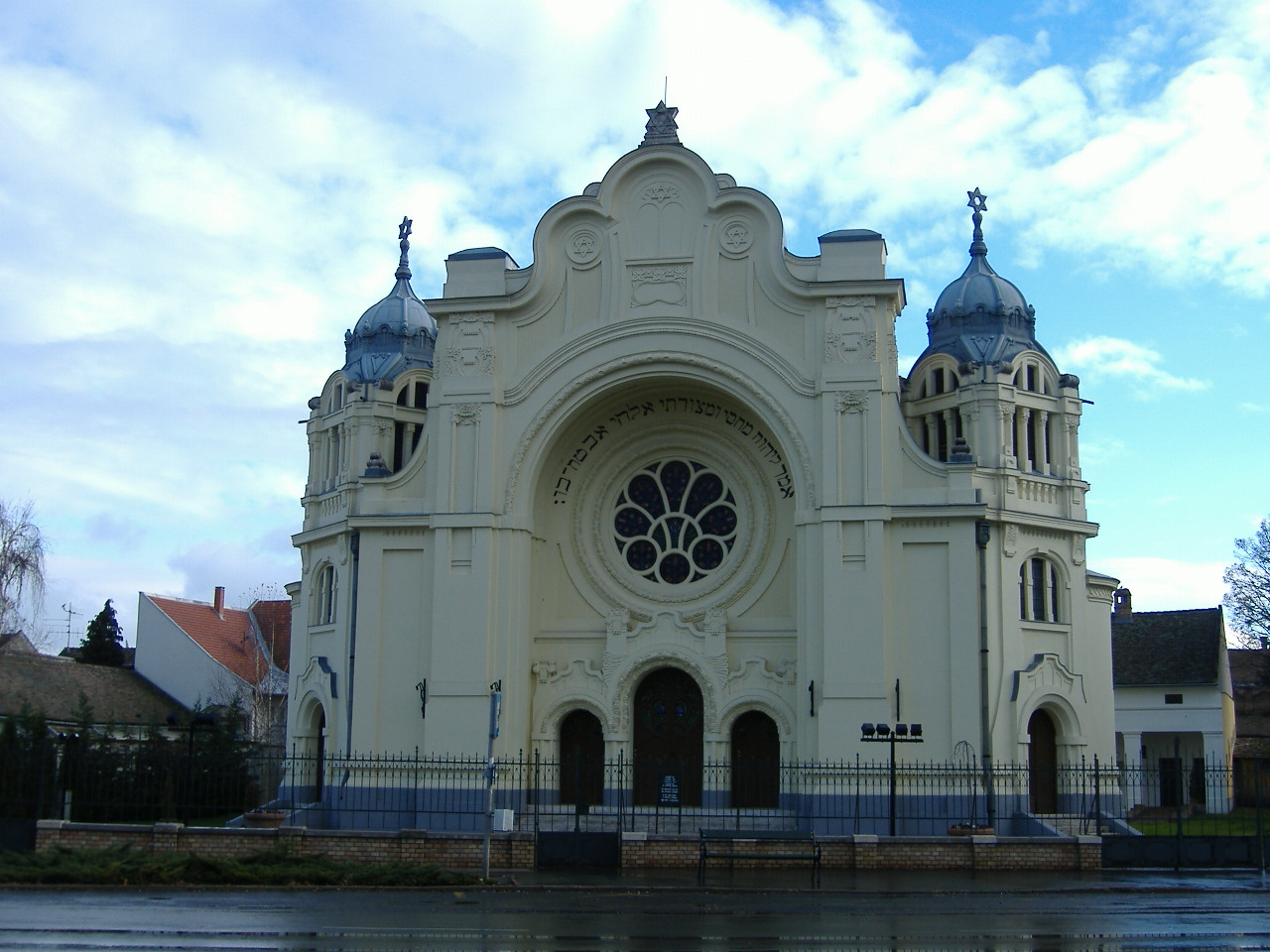
A hódmezővásárhelyi zsinagóga
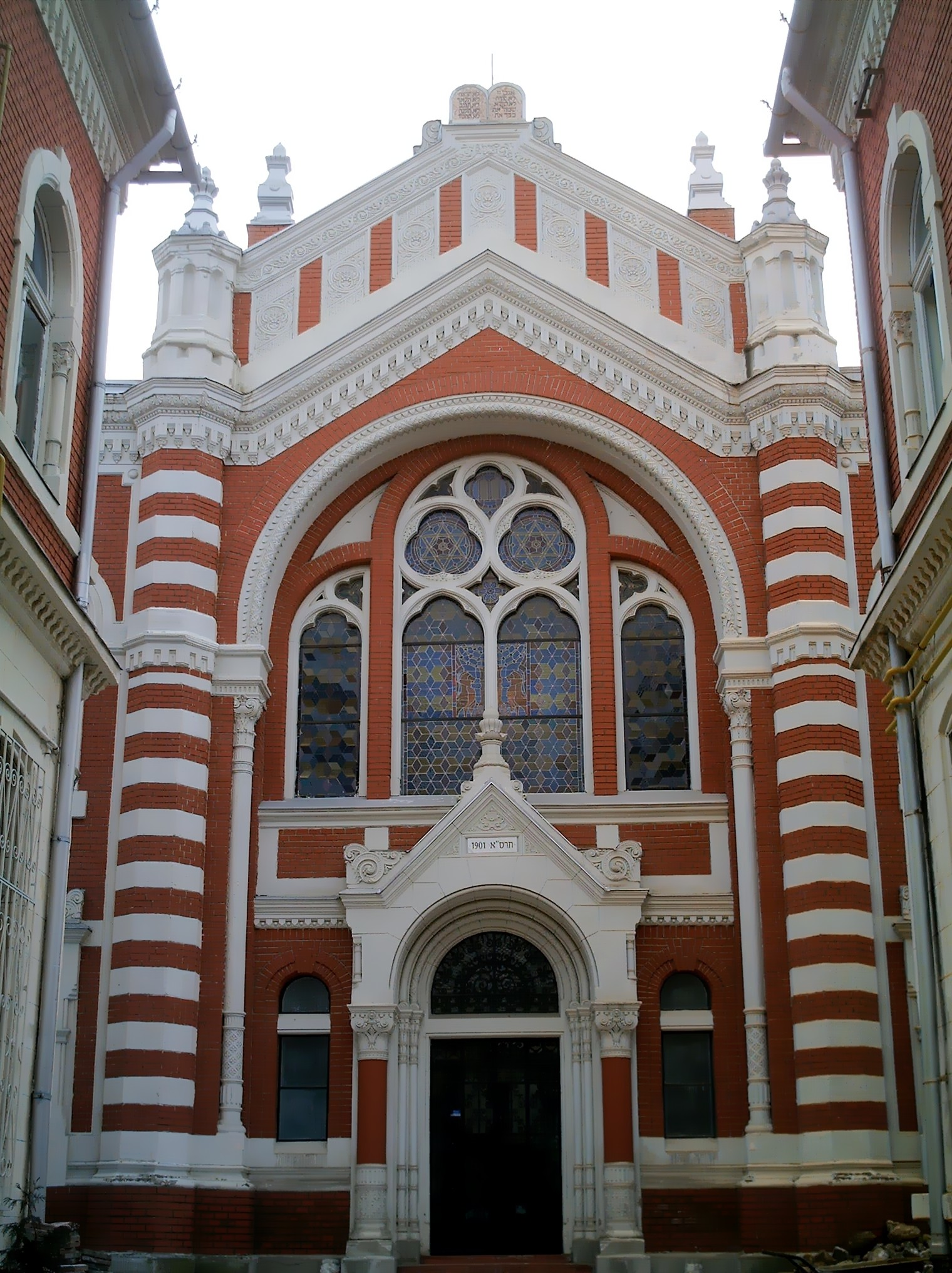
A brassói neológ zsinagóga
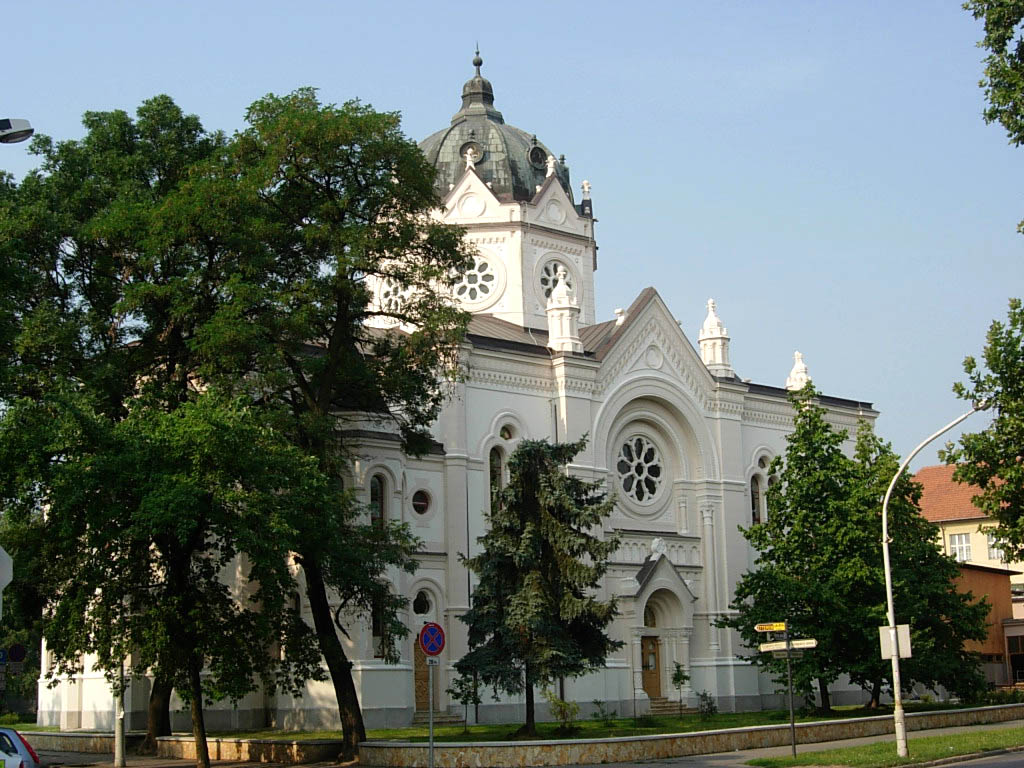
A szolnoki zsinagóga (ma képtár)
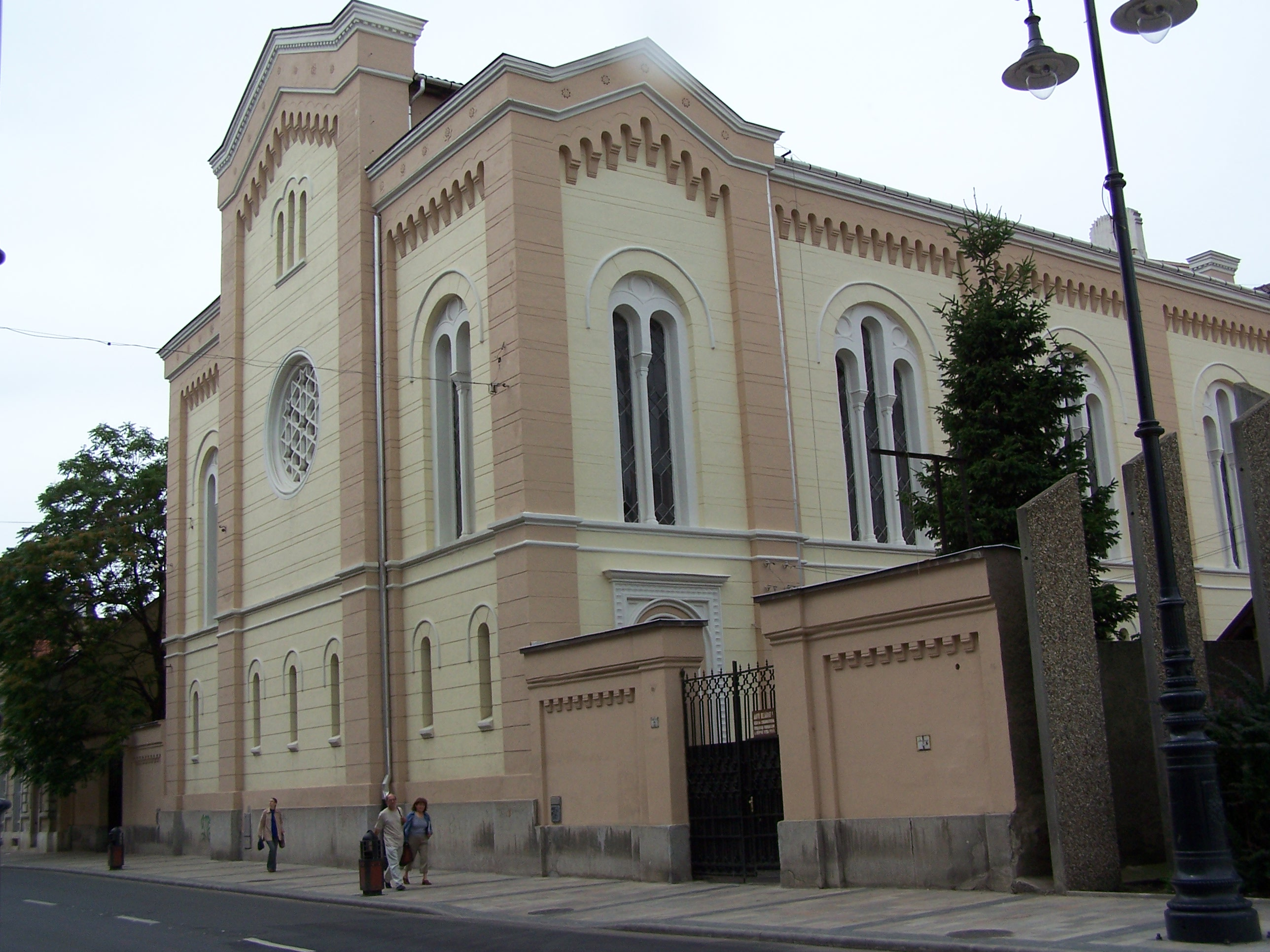
A miskolci zsinagóga
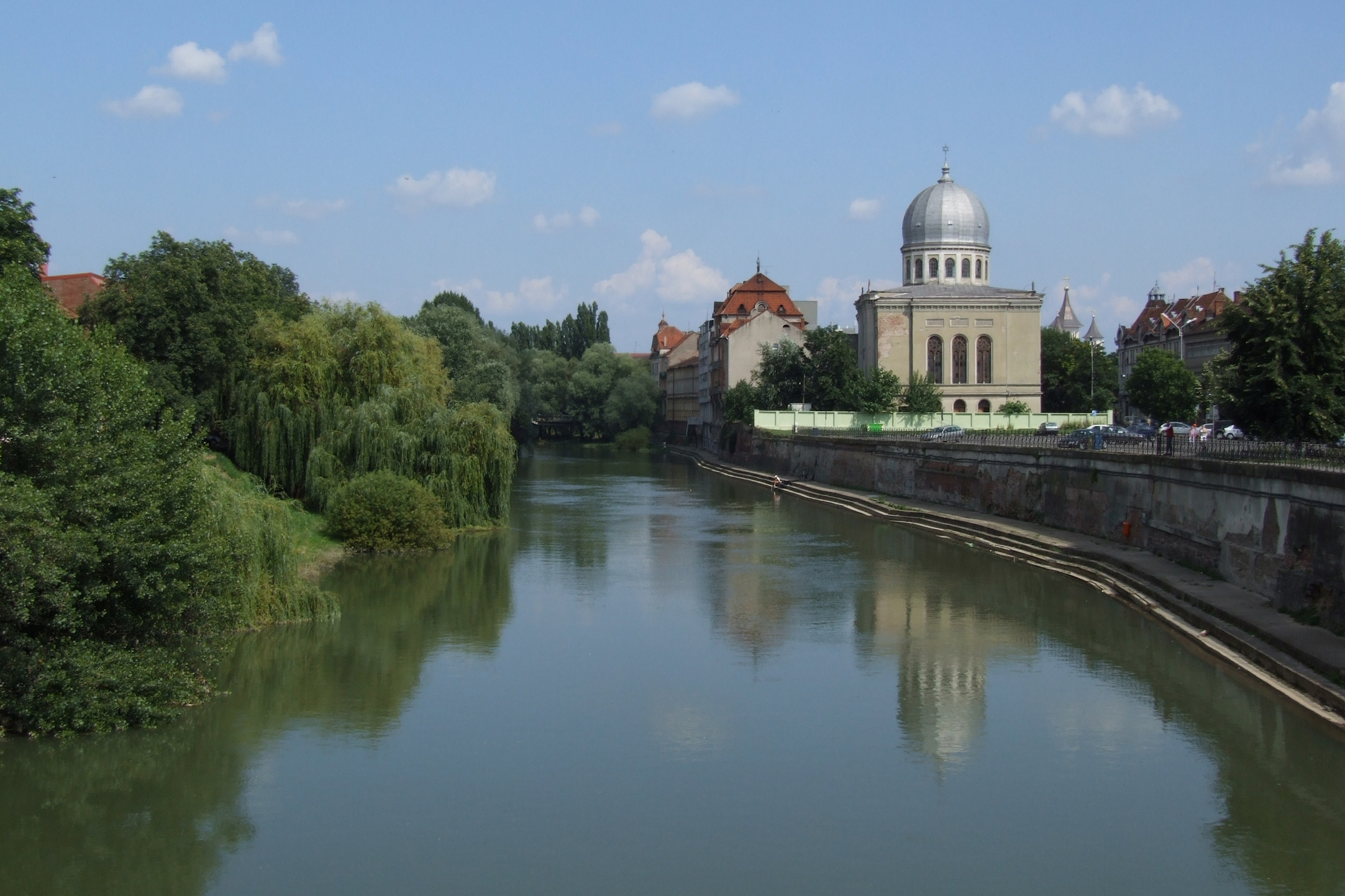
A nagyváradi zsinagóga a Sebes-Körös partján
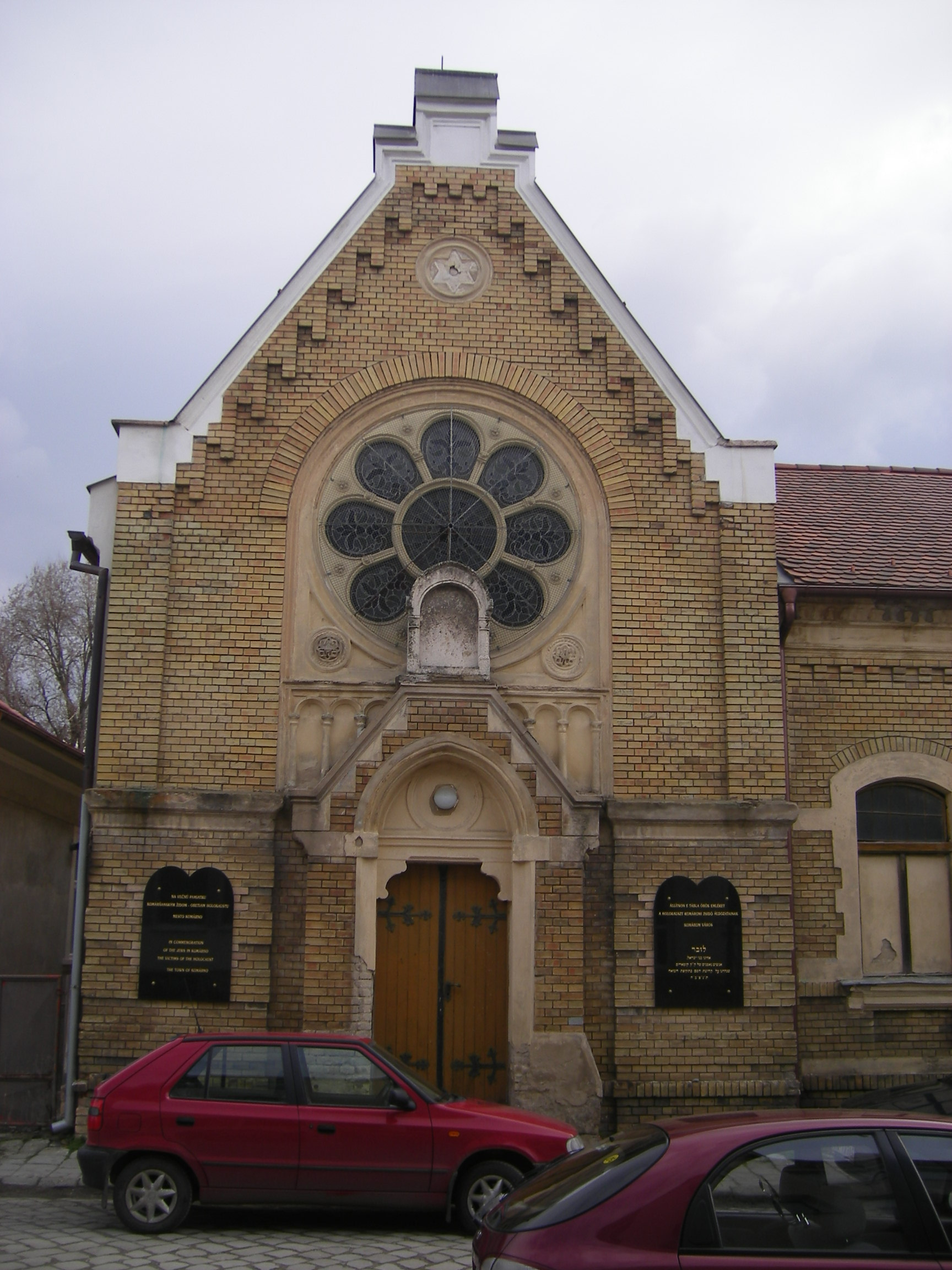
A komáromi Štúr utcai kistemplom
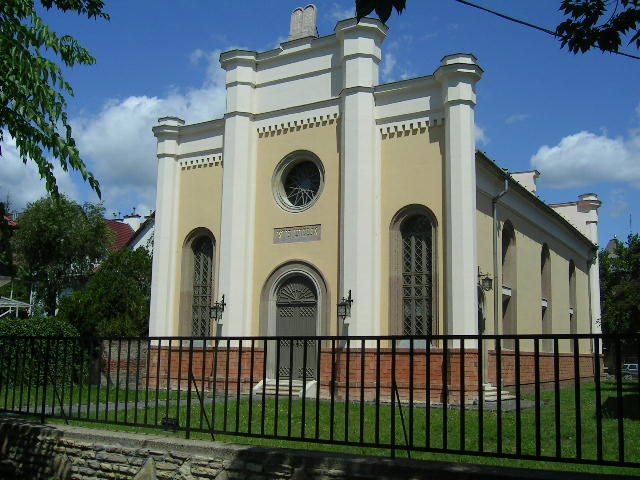
A váci zsinagóga

## Ajánlott források
- Kollega Tarsoly István (szerk): Az izraelita felekezet (1867–1918)
- Magyar-Zsidó Szemle 24. évf. 1. sz. (1907. január)
- A MAZSIHISZ weboldala
- A Rabbiképző weboldala
- A Scheiber Sándor Gimnázium és Általános iskola weboldala
- zsido.hu (Neológ zsidó vallási oldal)
- zsido.com (Ortodox (lubavicsi) oldal)
- A Nagyfuvaros utcai zsinagóga honlapja
- Sófár
- Zsidó belháborúk: ortodoxok vs. neológok